# بيت عبد الله (كحلان عفار)

تعديل مصدري - تعديل

بيت عبد الله هي إحدى قرى عزلة عزان بمديرية كحلان عفار التابعة لمحافظة حجة، بلغ تعداد سكانها 43 نسمة حسب تعداد اليمن لعام 2004.